# مارتا روفيرا
مارتا روفيرا (من مواليد 25 يناير 1977، فيتش) هي سياسية استقلال مؤيدة للكتالونيا من كاتالونيا ومحامية إسبانية هربت من إسبانيا لتجنب المحاكمة من قبل المحكمة العليا الإسبانية وهي تعيش الآن في جنيف سويسرا.
روفيرا حاصلة على إجازة في القانون من جامعة بومبيو فابرا وفي العلوم السياسية والإدارة العامة من جامعة كاتالونيا المفتوحة.
عملت كمحامية، وكانت عضوًا في الحزب الجمهوري اليساري لكاتالونيا منذ عام 2005، وخلال المؤتمر الوطني الخامس والعشرين الذي تم الاحتفال به في عام 2005 تم اختيارها كسكرتيرة وطنية للسياسة والتعاون الدولي والأوروبي. خلال المؤتمر الوطني السادس والعشرين (2011) تم انتخابها أمينة عامة. فازت روفيرا بمقعد في برلمان كاتالونيا خلال انتخابات عام 2012 وفي عام 2015 ترشحت في انتخابات برلمان كاتالونيا مع التحالف المؤيد للاستقلال معًا من أجل نعم.
بين عامي 2008 و2012 شغلت روفيرا منصب الأمين العام للتحالف الأوروبي الحر.
شغلت روفيرا منصب السكرتير الممثل لجمعية المحامين الشباب في كاتالونيا (2006-2007)، ومديرة مجموعة المحامين الشباب في فيتش (2004-2006) التي مثلتها في مجلس إدارة جمعية قانون فيتش، وممثل رابطة الطلاب الحقوقيين بلا حدود (1997-1999). وهي أيضًا عضو في ساجلس أوسونا. في 22 ديسمبر 2017 اتُهمت بتهمة إثارة الفتنة بعد إعلان الاستقلال الكتالوني. في 23 مارس 2018 غادرت روفيرا إسبانيا لتجنب حضور استدعاء للمحكمة العليا، مشيرة إلى أنها اختارت «طريق النفي».